# شهرستان لوچو
شهرستان لوچو (به لاتین: Luqu County) یک منطقهٔ مسکونی در چین است که در ولایت خودمختار گاننان تبتی واقع شده‌است.